# Mauá

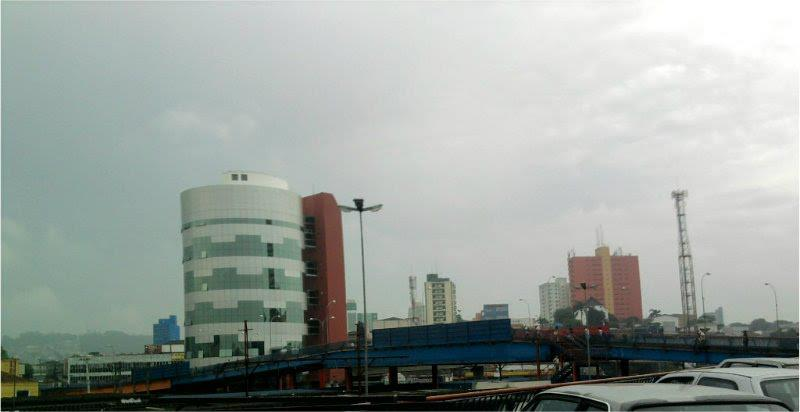
Carrer de Mauá

Mauá és un municipi brasiler de l'estat de São Paulo, situada al sud-oest de la seva capital. La ciutat té una població de 418.261 habitants, segons estimatives de l'any 2022, dins d'una superfície de gairebé 62 km².
Encara avui, Mauá és recordada com la "capital de la ceràmica", a causa de la importància que va tenir aquesta activitat en el desenvolupament del municipi. Dos gegantins pols industrials (Capuava i Sertãozinho) i el major Pol Petroquímic del Gran ABC, van transformar Mauá en uns dels majors pols industrials del país.